# Willa szczęścia (Teatr Telewizji)
Willa szczęścia – polski film historyczny, spektakl Teatru Telewizji  zrealizowany w 2007 roku na podstawie wspomnień Narcyza Łopianowskiego pt. Rozmowy z NKWD 1940–1941, których treścią  był pobyt autora w „willi rozkoszy” w Małachówce.

## Obsada
- Marcin Perchuć (rotmistrz Narcyz Łopianowski),
- Szymon Bobrowski (podpułkownik Zygmunt Berling),
- Magdalena Różczka (kobieta),
- Sławomir Orzechowski (pułkownik Jegorow),
- Krzysztof Dracz (Ławrientij Beria),
- Marek Lewandowski (generał brygady Wacław Przeździecki),
- Marcin Bosak (porucznik Janusz Siewierski),
- Bartek Kasprzykowski (porucznik Włodzimierz Szumigalski),
- Dariusz Toczek (porucznik Michał Tomala),
- Zbigniew Suszyński (pułkownik Eustachy Górczyński),
- Jacek Poniedziałek (kapitan Kazimierz Rosen-Zawadzki),
- Jan Monczka (podpułkownik Kazimierz Dudziński),
- Jarosław Gajewski (podpułkownik Leon Tyszyński),
- Jan Jankowski (podpułkownik Leon Bukojemski),
- Ireneusz Czop (podpułkownik Stanisław Szczypiorski),
- Andrzej Mastalerz (porucznik Michał Siemiradzki),
- Marek Kałużyński (ksiądz Czesław Kulikowski),
- Marek Włodarczyk (podchorąży Franciszek Kukuliński),
- Jacek Lenartowicz (porucznik Tadeusz Wicherkiewicz),
- Rafał Walentynowicz (major Józef Lis; w napisach nazwisko: Walentowicz),
- Michał Zieliński (kapitan Roman Imach),
- Jan Pęczek (Wsiewołod Mierkułow),
- Jerzy Schejbal (senator Mc Tigue),
- Marek Barbasiewicz (senator Madden),
- January Brunov (senator Mc Guire),
- Mirosław Rzońca (lektor)